# أغبس

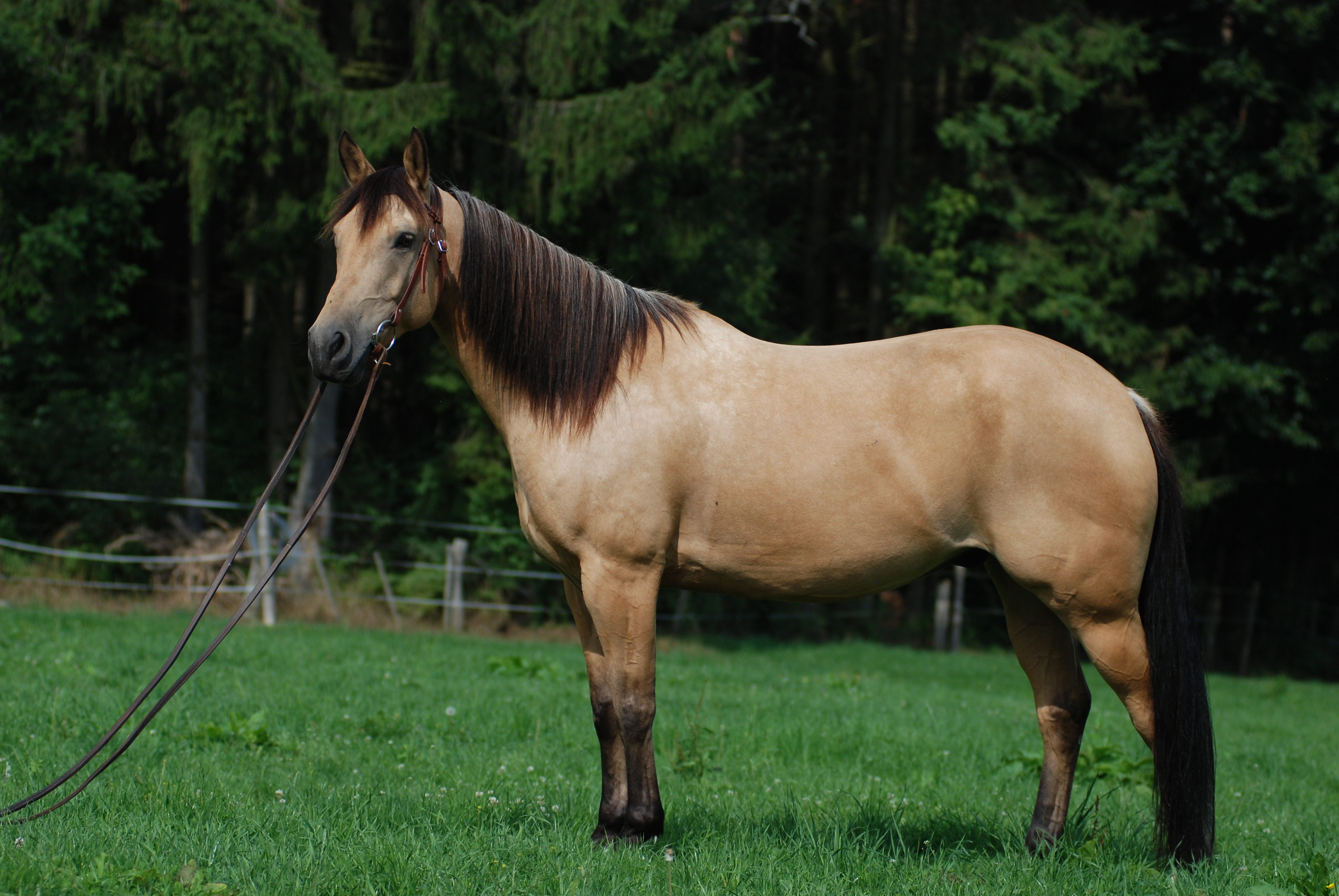
فرس أغبس

أَغْبَس (بالإنجليزية: Isabelline)‏ هو لون جلد أصفر رمادي باهت، أو أصفر مسمر [الإنجليزية] باهت، أو بني قشدي باهت أو لون الرق. يوجد أساسًا في كسوات الحيوانات، ولا سيما لون الريش في الطيور، وفي أوروبا، وفي الخيل. كما استُخدم تاريخيًا على الموضة. أول سجل معروف لكلمة Isabelline كان في عام 1600 باسم «لون إيزابيلا» (isabella colour). أصل الكلمة الإنجليزية غير واضح، وقد أدت الريبة الناجمة عن هذا إلى عدة محاولات لتوفير أصل الكلمة وأدى إلى ظهور أسطورة بارزة.